# سفر به هیدالو
سفر به هیدالو فیلمی به کارگردانی و نویسندگی مجتبی راعی محصول سال ۱۳۸۴ است. در ابتدا نام «سفر به شوشتر» برای این فیلم انتخاب شده بود، اما سپس به «سفر به هیدالو» تغییر نام داد.

## خلاصه داستان فیلم
آخرین کتاب دکتر فخرالدین حسینی (استاد دانشگاه) و پژوهشگر تراز اول مبتنی بر کامل ترین نظریاتش در باب عرفان و ایمان در حال چاپ است. روابط او و همسرش به دلیل نداشتن فرزند، روز به روز به سردی گرایش پیدا کرده و سکته قلبی او مزید بر مشکلاتش می شود.

## بازیگران
- محمود پاک‌نیت
- پروانه معصومی
- مهناز افضلی
- همایون ارشادی
- زهرا امیرابراهیمی
- عباس امیری مقدم
- ارسلان سلطانی مهر